# Gjerdinghøi
De Gjerdinghøi is een berg behorende bij de gemeente Lom in de provincie Oppland in Noorwegen. De berg, gelegen in Nationaal park Jotunheimen, heeft een hoogte van 1754 meter.
De Gjerdinghøi is onderdeel van het gebergte Jotunheimen.